# Heartbreak High
Heartbreak High ist eine australische Jugendserie von 1994 bis 1999, in der es um das Leben von Schülern an der multikulturellen Hartley High-School in Sydney geht. Die Serie ist eine Fortsetzung des Filmes Heartbreak Kid mit Alex Dimitriades und Claudia Karvan.

## Ausstrahlungen
In Australien startete die Serie 1994 auf dem Fernsehsender Network Ten und brachte es auf sieben Staffeln und 210 Folgen. In Deutschland zeigte das ZDF ab dem 16. September 1994 die ersten 52 Folgen, jedoch lagen die Einschaltquoten unter den Erwartungen. Ab dem 20. Januar 1996 wechselte die Serie zu Sat.1 und wurde dort fortgesetzt. Die letzten 50 Folgen der Serie wurden in Deutschland noch nicht ausgestrahlt.

## Handlung
Während der gesamten Serie geht es um verschiedene Cliquen, die alle die Highschool besuchen und deren Sorgen und Nöte sowie Freundschaften, Liebesbeziehungen und Probleme. Die Schüler kommen aus unterschiedlichen Milieus und Kulturen, was immer Konfliktpotential bildet.
Anfangs stand die Familie Poulos und deren Sohn Nick im Vordergrund, aber im Verlauf der weiteren Staffeln traten auch andere Figuren in den Vordergrund.
Typisch für die Serie war, dass sie neben Seifenoper-Elementen auch härtere Jugendthemen ansprach und diese realistisch umsetzte. Im Gegensatz zu anderen Schulserien blieb der Fokus durchgehend auf der Schule und nicht auf den Erlebnissen der Figuren nach dem Abgang von der Schule, wie etwa bei Beverly Hills, 90210 oder Dawson’s Creek, welche die Leben der Figuren am College beleuchteten. Um eine gewisse Unverbrauchtheit und Frische zu gewährleisten, wurden daher die Figuren regelmäßig gegen neue ausgetauscht. Im Laufe der Serie war somit keine einzige Figur der Originalbesetzung übrig.

## Darsteller
In der Serie spielten zahlreiche Darsteller mit. Hier eine Auswahl der Hauptfiguren:
Alex Dimitriades als Nick Poulos (Staffel 1), Tony Martin als Bill Southgate (Staffel 1–2), Abi Tucker als Jodie Cooper (Staffel 1–3), Salvatore Coco als Con Bordino (Staffel 1–4), Emma Roche als Danielle Miller (Staffel 1–4), Ada Nicodemou als Katerina Ioannou (Staffel 1, 3–5), Vince Poletto als Matthew Logan (Staffel 2–5), Rel Hunt als Ryan Scheppers (Staffel 5–7), Lara Cox als Anita Scheppers (Staffel 5–7), Callan Mulvey als Bogdan Drazic (Staffel 5–7)